# 青岛东莱银行大楼 (天津路)
36°4′10.6″N 120°18′39.7″E / 36.069611°N 120.311028°E
青岛天津路东莱银行大楼旧址是位于中国山东省青岛市市南区河南路86号的一座银行建筑，约建成于1922年，最初为东莱银行青岛总行行址，其后曾为青岛国货陈列馆、青岛国货公司所在地，现为市南区一般不可移动文物。

## 建筑历史

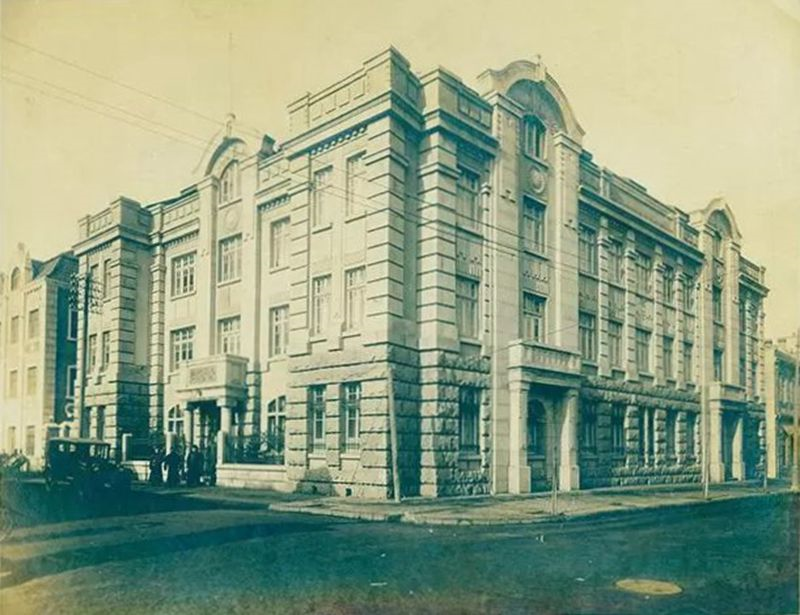
东莱银行天津路大楼旧影

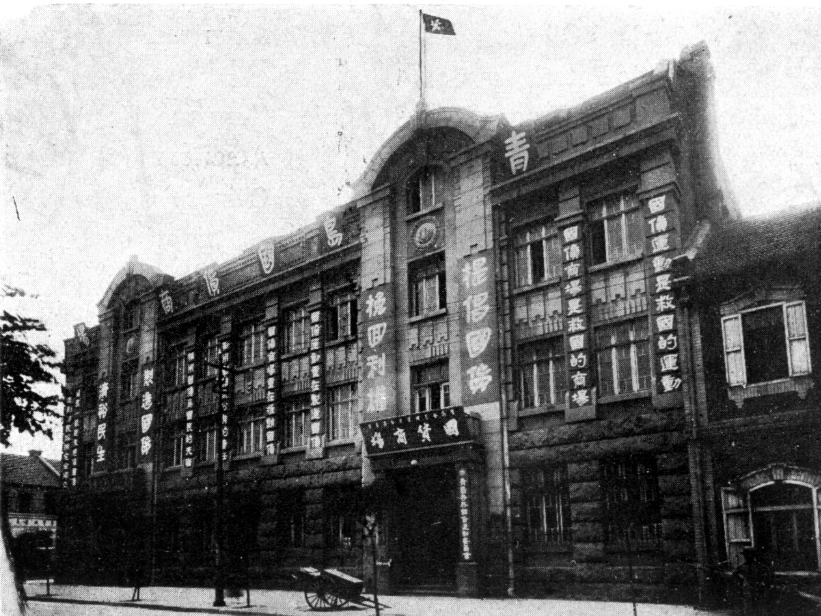
青岛国货商场

天津路东莱银行大楼建成于1922年前后，建筑商为公和兴工程局（也有人称档案记载该楼建于1918年，建筑商为相川工程局，暂未得证实）。建成后，东莱银行青岛总行迁至此处，并向胶澳商埠警察署申请派驻7名岗警，以维护营业安全，其工资及服装费由银行支付。1922年的《青岛概要》称大鲍岛“房屋比栉，如东莱银行之建筑，则区内首屈一指也。”数年后银行迁至湖南路新楼。1928年11月东莱银行青岛分行临时停业后，对外办事机构设于天津路大楼。1929年6月，国民党青岛市党部通过青岛总商会联系东莱银行，称其位于青岛农商银行的办公地点狭小，请求暂借天津路东莱银行大楼作为办公楼。时任青岛东莱银行清理处主任朱品生联系天津总行及厚德堂（东莱银行创办者、董事长刘子山的私产管理机构）后，同意将大楼二层、三层借给市党部使用。1930年至1931年上半年间，市党部迁至太平路原“城堡旅店”（同为刘子山地产）。
1930年2月7日国民党青岛市党部组织成立青岛各界国货运动委员会后，租用天津路大楼作为商品陈列馆。同年7月1日，青岛国货陈列馆曁首届国货展览会在东莱银行天津路大楼开张。次年沈鸿烈就任青岛市市长后，国货陈列馆举办大型国货陈列展，并决定每年举办一次。1933年，青岛市政府与东莱银行等华商机构筹备国货公司，同年夏，国货公司筹备委员会向青岛市工务局申请在天津路大楼内增建彩色玻璃大棚，获时任工务局局长邢契莘特许提前批准，同时邢契莘曾在致筹备委员会主任丁敬臣的回函中指导增建工程技术问题。增建工程由陈其信设计，国民营造厂施工。1933年11月，青岛国货股份有限公司正式成立，同年国货运动委员会迁入天津路大楼办公。1937年7月，青岛国货公司停业并筹备与上海中国国货联合营业公司合并，同时将办公地点迁至中山路胶州路路口原明华大楼。
1938年1月日军占领青岛后，该楼改为日军军事邮便所。1945年5月，该楼成为刚刚成立的汪精卫政权青岛特别市经济局的办公楼。同年8月日本投降后，东莱银行青岛分行自蒙阴路迁回天津路大楼，并于9月9日正式营业。财政部山东盐务管理局曾申请将此楼作为办公楼使用，中央信托局曾申请将此楼作为宿舍使用，均未获通过。1952年12月15日，东莱银行青岛分行并入公私合营银行青岛分行，该楼移作他用。1980至1990年代曾为青岛市五金商品批发公司的办公楼。2000年代以来为多个商户所使用，现闲置等待整修。2006年5月20日，东莱银行大楼旧址列入青岛市第二批历史优秀建筑名单。2012年11月6日，该建筑以“纺织商厦”之名列入市南区未核定为文物保护单位的不可移动文物（一般不可移动文物）名录。

## 建筑特色
青岛天津路东莱银行大楼旧址位于天津路河南路路口西北角，楼高三层，一层墙面为花岗岩蘑菇石贴面，二、三层墙面以贯穿两层的花岗岩壁柱及条石装饰，檐口起半圆形山墙，屋顶为红瓦坡屋顶。主入口位于临天津路的南立面中央，临河南路的东立面也设有两处入口。